# Gomez Addams
Gomez Addams é um personagem fictício de "A Família Addams", criada pelo cartunista Charles Addams para a revista The New Yorker em 1930. Gomez é o patriarca e chefe da família.
Ele foi interpretado por John Astin na série televisiva americana dos anos 1960. Astin também dublou o personagem em um episódio do "The New Scooby-Doo Movies", que contou com a família. Na primeira série animada pela Hanna-Barbera, Gomez foi dublado por Lennie Weinrib. Na segunda série animada, também pela Hanna-Barbera, a voz de Gomez foi novamente a de John Astin.
Gomez foi interpretado por Raúl Juliá nos filmes de Barry Sonnenfeld The Addams Family (1991) e Addams Family Values (1993). Tim Curry assumiu o papel no filme The Addams Family Reunion gravado em 1998 e, em 1999, foi interpretado por Glenn Taranto na série de TV A Nova Família Addams. No musical da Broadway, Gomez é interpretado por Nathan Lane (Estados Unidos) e Daniel Boaventura (Brasil). Oscar Isaac dubla Gomez no filme animado de 2019.

## Origem do nome e da família
Nos desenhos de Charles Addams, Gomez - assim como todos os outros membros da família - não tinha nome e sobrenome. Quando a série de TV "A Família Addams" (1964) estava sendo desenvolvida, Charles Addams sugeriu alguns nomes ao personagem (Repelli ou Gomez). Addams deixou a escolha final para o ator John Astin, que escolheu Gomez. Gomez é o marido de Morticia Addams, filho (ou, em algumas interpretações da família, o genro) de Vovó Addams, irmão de Fester, e pai de Wednesday e Pugsley Addams. Gomez também tem um mordomo chamado Tropeço e um primo chamado It. O Avô paterno de Gomez foi o vovô Squint Addams, que era o filho de Pegleg Addams, que, estranhamente, também foi chamada estrabismo.
Durante um cross-over com Scooby Doo na série The New Scooby-Doo Movies" , Gomes foi chamado na versão brasileira por Covas Adams.

## Personalidade
Gomez é de Castela, e quase sempre veste um terno de risca de giz listrado de cores escuras (geralmente preto ou roxo) e usa um cabelo repartido para os lados e tem um fino bigode preto. Nos programas de televisão, Gomez usava uma gravata com o seu terno de risca de giz, e já nos filmes, Gomez usava uma gravata-borboleta e gostava de vestir-se com uma grande variedade de roupas extravagantes. Ele gosta de fumar charutos, é um malabarista realizado e um exímio atirador de facas. Ele é bem versado em todos os tipos de combate (ou acredita ser, pelo menos), especialmente os que envolvem espadas, como a esgrimia. Sua dança favorita é a Mamuschka. Embora chefe da família, ele é extremamente ingênuo , infantil  e um otimismo infindável. Ele tem uma paixão por brinquedos e gosta especialmente de provocar colisões frontais entre os seus trens. Como indicativo de sua personalidade excêntrica, ao pintar o seu retrato pessoal, Mortícia o desenha de ponta-cabeça. Gomez é apaixonado por Morticia, a quem ele carinhosamente chama de nomes românticos como Mi Amor e Cara Mia, e é levado à loucura pela menor das suas ações, quer imitar sons de animais, falar em francês ou chamá-lo de "Bubele" (Austro-Bávaro/Yiddish: Lit "querido") ou de "Mon Cher". Em "A Nova Família Addams", Gomez também tem uma ligação com o espanhol. Ele também gosta de falar francês, principalmente quando Mortícia para que ele possa beijar-lhe o braço. Como o resto da família, Gomez é aberto e amistoso aos desconhecidos e visitantes. A descrição do personagem por Charles Addams era assim:
"Marido de Morticia (se de fato eles são casados em tudo)... um conspirador astuto, mas também um homem alegre em seu próprio caminho... embora às vezes errado, sentimental e, muitas vezes, puckish (otimista), ele está em pleno entusiasmo de suas tramas terríveis... às vezes é visto com roupas muito formais... o único que fuma" .
Gomez Addams é um atlético, acrobático e excêntrico multi-milionário. Apesar de ser um empresário extremamente bem sucedido, tendo adquirido parte de sua riqueza através de investimentos, ele parece ter pouca consideração por dinheiro e casualmente gasta milhares de dólares em em qualquer empreendimento maluco (um fato que muitas vezes mortifica os visitantes da família Addams). Os investimentos de Gomez são guiados mais por capricho do que por estratégia, mas a sorte raramente lhe falha. "Não é à toa que me chamam de "O atuador"" ele disse certa vez. Segundo "A Nova Família Addams", ele tem visão 20X20, e o coração de uma estrela de 20 anos de idade - Mama tinha realizado a cirurgia sozinha.
No seriado original, Gomez propriedade negócios em todo o mundo, incluindo uma fazenda de crocodilos ("Crocodiles Unlimited"), uma fazenda de urubu, uma mina de sal, uma fábrica de lápide, uma mina de urânio, e muitos outros. Não era algo inédito para ele para simplesmente esquecer que ele possuía uma participação de controlo numa empresa ou de sacar um cheque no banco errado. Guinness World Records 2008 classificou-o como personagem de TV mais ricos 5 com um patrimônio líquido de US $ 8,2 milhões. Forbes lista como vale muito mais, em seus 2007 "Ficção 15" lista dos mais ricos personagens de ficção, ele ficou em # 12 com um patrimônio líquido de US $ 2 bilhões, mas foi omitido de listas recentes 
.
Quando jovem, Gomez foi, por flashback em "Morticia's Romance", uma juventude perene doentio, ganhando a saúde perfeita, apenas após a reunião Morticia. Ele, no entanto, estudou Direito (votado, "provavelmente, nunca para passar a barra") e, embora ele raramente práticas, ele toma um prazer absurdo em caso de perder, se gaba de ter posto muitos criminosos atrás das grades enquanto atuava como seu advogado de defesa, o que é um pouco contrariada no episódio "A Família Addams vai para o tribunal," quando se verificar que, enquanto Gomez nunca ganhou um caso, ele nunca perdeu um tanto ("registo perfeito!" possui Grandmama). Em A Família Addams Nova, Gomez também tinha estudado medicina.
Gomez ofereceu visões contraditórias sobre o trabalho, em um episódio, ele afirma que, embora sua família era rica, mesmo em sua infância, no entanto realizada biscates e "pouparam [sua] copeques", que ele considerava a construção do caráter. Quando seu filho Pugsley decidiu encontrar um trabalho, no entanto, Gomez estava horrorizada, dizendo que "Não Addams trabalhou em 200 anos!" Possivelmente Gomez, que adora seus filhos, sente-se que o comportamento que era bom o suficiente para ele não é bom o suficiente para Pugsley. Em 1991 a série animada, Gomez tentou deliberadamente falham em alguma coisa, qualquer coisa, apenas para perceber no final do episódio que ele é apenas um fracasso em fracasso. Isto é adicionalmente contrariada em "New Neighbors Conheça o Addams Family" Season 1: Ep. 9 (1960). Ele afirma especificamente que coisa sempre bate-lo na ponte.

## Versões de Cinema
Gomez foi interpretado por Raul Julia em A Família Addams (1991) e Família Addams Values (1993). A versão cinematográfica de ações Gomez da personalidade divertir-se do seu homólogo sitcom, incluindo a sua afinidade para os conjuntos de espadas e de trem. No entanto, Gomez é visivelmente mais calmo e mais suave nos filmes de seus colegas da televisão, e até fala com um sotaque Inglês (como Julia já havia adaptado o seu sotaque de um Inglês para várias peças de Shakespeare). Gomez também regularmente joga xadrez com a coisa, o desencarnado mão amiga, e servo da família. Outra peculiaridade é a sua tendência para a unidade de bolas de golfe fora do telhado de sua casa, irritando seu vizinho, que tem de lidar com as bolas de quebrar as janelas. Ele gosta de jogar dardos, bem como, com Lurch segurando a placa e as manobras de modo que ele sempre marca um bullseye, em um ponto, Lurch esquece de mover o tabuleiro e acaba engolindo um dardo.
No primeiro filme, Gomez perdeu a pista do seu paradeiro irmão Fester e não tenha falado com ele em 25 anos. O desejo Gomez para localizar Fester leva ele e sua família sendo enganados por malandros que querem vigarice sua fortuna. Gomez é tão deprimido por ter sido expulso de sua própria casa que ele fica desempregado e passa o dia todo assistindo TV durante o dia.
Os filmes são diferentes da série de televisão de várias maneiras, mais importante que é o irmão de Gomez Fester (no programa de televisão, ele era tio de Mortícia). A Família Addams observa que os pais de Gomez foi assassinado por uma multidão enfurecida, embora em uma cena na seqüência, quando Gomez capturas Fester com uma revista pornográfica, que tanto olhar para as páginas centrais (despercebidos pelo espectador) e carinhosamente dizer "mamã" ( embora este poderia ser um indicativo à semelhança do modelo de sua mãe). Em Addams Family Values, Gomez e Mortícia tem um terceiro filho chamado Pubert, um bebê aparentemente indestrutível, com um bigode fino e preto como seu pai.
Em 1998, Tim Curry assumiu o papel no filme The Addams Family Reunion. No ano seguinte, Gomez foi interpretado por Glenn Taranto na série de TV The New Addams Family, onde ele voltou para a atitude impulsiva de sua encarnação original dos anos 1960.